# Tramwaje w Bernie

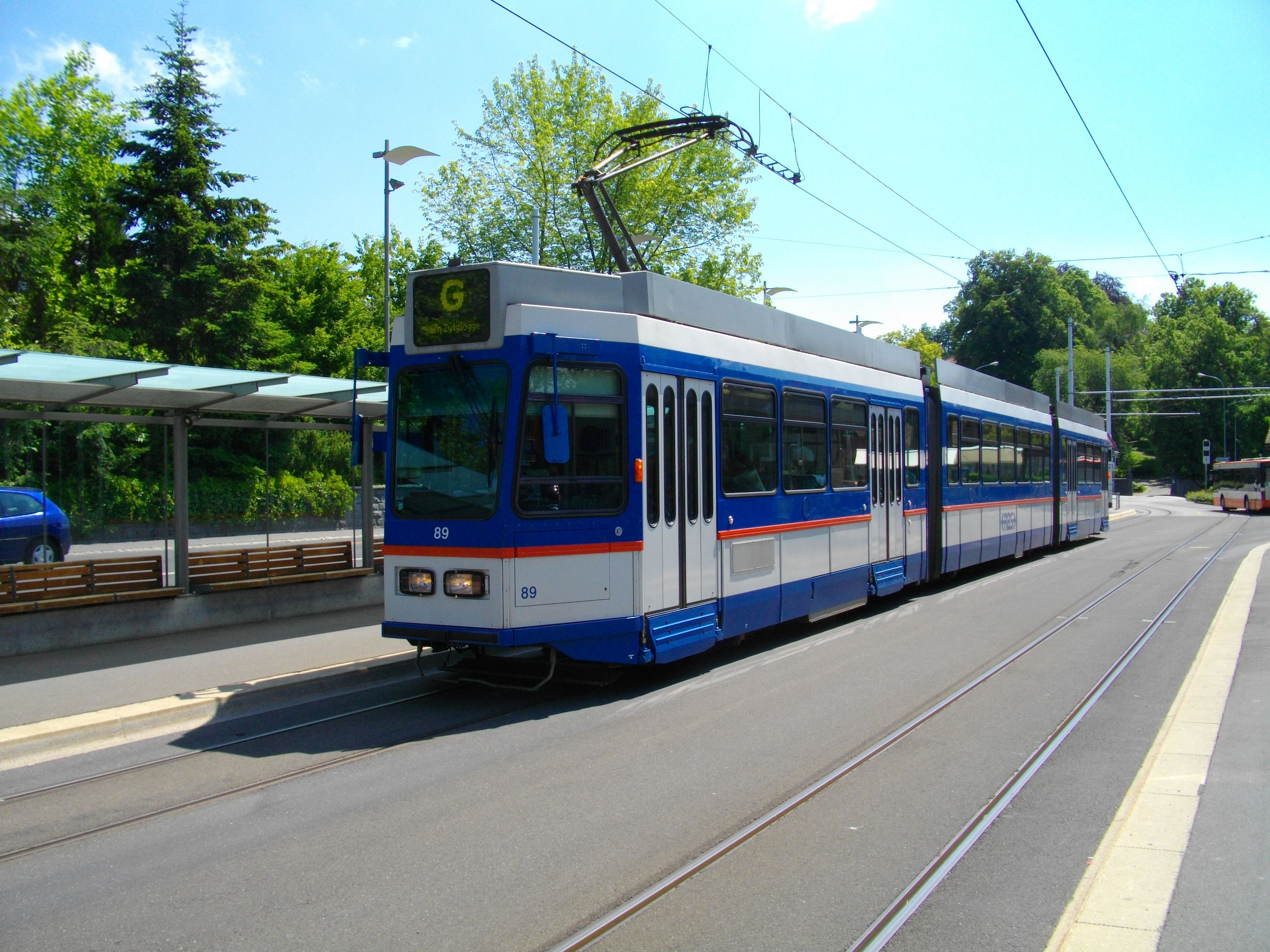
Tramwaj na podmiejskiej linii nr 6

Tramwaje w Bernie − system komunikacji tramwajowej działający w Bernie, stolicy Szwajcarii.

## Historia
Tramwaje w Bernie uruchomiono w 1871. Były to tramwaje konne. W 1890 uruchomiono tramwaje na sprężone powietrze. Ze względu na małą wydajność tego typu napędu uruchomiono tramwaje parowe. Tramwaje elektryczne uruchomiono w 1901. Ostatnie tramwaje parowe eksploatowano do 1902 kiedy to zelektryfikowano całą sieć tramwajową. W późniejszych latach sieć rozbudowywano i w 1930 osiągnęła ona swój największy zasięg. W 1941 zamknięto jedną linię lecz w 1946 przedłużono inną linię i osiągnięto tę samą długość co w 1941. 
Likwidację sieci rozpoczęto w latach 60. XX w. w zamian za zlikwidowane linie tramwajowe uruchomiono trolejbusy które kursują po dziś dzień. W 1973 rozbudowano system. 12 grudnia 2010 uruchomiono dwie nowe trasy do Bümpliz (linia 7) oraz do Brünnen Westside Bahnhof (linia 8) o łącznej długości 6,8 km. Nowe trasy tramwajowe zastąpiły dotąd jeżdżące tędy linie trolejbusowe. W najbliższych latach planowana jest budowa nowych linii:
- przedłużenie linii nr 9 z Wabern do Kleinwabern
- budowa linii Ostermundigen przez centrum miasta

## Linie
Obecnie w Bernie jest 5 linii tramwajowych:
| numer linii | trasa                                           |
| ----------- | ----------------------------------------------- |
| 3           | Weissenbühl – Bern Bahnhof                      |
| 6           | Fischermätteli - Bern Bahnhof - Worb Dorf       |
| 7           | Bümpliz – Bern Bahnhof – Ostring                |
| 8           | Brünnen Westside Bahnhof – Bern Bahnhof – Saali |
| 9           | Wabern – Bern Bahnhof – Wankdorf Bahnhof        |

## Tabor
Do obsługi 5 linii tramwajowych przedsiębiorstwo Bermobil posiada 48 tramwajów. Najstarsze tramwaje to wyprodukowane w latach 1989–1990 wagony typu Be4/8 posiadają one 73% niskiej podłogi. Były produkowane przez konsorcjum firm Vevey, ABB i Duewag. Kolejnym typem eksploatowanych tramwajów są wagony Siemens Combino. Zostały wyprodukowane w latach 2002−2004 w liczbie 15 sztuk, według szwajcarskiego systemu oznaczania taboru noszą one oznaczenie Be4/6, gdzie B oznacza klasę drugą, 4 liczbę osi napędzanych, a 6 łączną liczbę osi. W związku z wykryciem wad fabrycznych postanowiono przy okazji napraw przebudować 7 tramwajów do wersji 7 członowej. Wydłużone pojazdy oznaczono jako Be6/8. Umowę na dostawę kolejnych 21 tramwajów Combino podpisano w listopadzie 2007. Nowe tramwaje są 7 członowe i zakupiono je z myślą o otwartych w 2010 nowych liniach 7 i 8. Tramwaje Combino z drugiej dostawy wyróżniają się kształtem ściany czołowej. Budowana jest replika tramwaju parowego.